# Bandera de Pretòria
La bandera de la Pretòria està formada per dues franges horitzontals de color vermell la superior i de color groc la inferior, colors associats a la ciutat. Aquesta deriva de l'escut d'armes.

## Banderes similars

Província d'Azuay, Equador
Bandera de Breslau, Polònia
Bandera de Praga, República Txeca
Bandera de Varsòvia, Polònia